# Käbi Laretei
Käbi Alma Laretei (Tartu; 14 de julio de 1922 — Estocolmo; 31 de octubre de 2014) fue una pianista clásica y escritora estonia que estuvo casada con Ingmar Bergman.

## Biografía
Hija del diplomático Heinrich Laretei (1892–1973), nació en Estonia y emigró a Suecia en 1940 donde tuvo una larga carrera como solista debutando en 1946 y que incluyó actuaciones en el Carnegie Hall. 
Entre 1959 y 1966 fue la cuarta esposa de Ingmar Bergman y fue madre de su hijo Daniel, director cinematográfico nacido en 1962. Previamente estuvo casada con el director de orquesta Gunnar Staern, padre de su hija Linda.
Hizo una breve aparición en el filme Fanny y Alexander y Bergman se inspiró en ella para Sonata de otoño además de dedicarle Detrás de un vidrio oscuro o Como en un espejo (Såsom i en spegel).
Fue miembro de la Academia Real de Música Sueca y condecorada por el gobierno de Estonia en 1998.

## Publicaciones en sueco
- Vem spelar jag för? Stockholm: Bonnier. 1970. Libris 808598
- En bit jord: Stockholm. Bonnier. 1976. Libris 7144037. ISBN 91-0-038505-0
- Tulpanträdet: En berättelse. Stockholm: Bonnier. 1983. Libris 7146740. ISBN 91-0-045927-5
- Virvlar och spår. Stockholm: Bonnier. 1987. Libris 7147358. ISBN 91-0-047202-6
- En förlorad klang: Berättelse. Stockholm: Bonnier. 1991. Libris 7147619. ISBN 91-0-047528-9
- Såsom i en översättning: Teman med variationer. Stockholm: Bonnier. 2004. Libris 9620352. ISBN 91-0-010410-8
- Vart tog all denna kärlek vägen? Stockholm: Norstedt. 2009. Libris 11205947. ISBN 978-91-1-301962-8
- Toner och passioner = Ludus tonalis. Stockholm: Norstedt. 2010. Libris 11812597. ISBN 978-91-1-302815-6